# Thrypticus
Thrypticus is een vliegengeslacht uit de familie van de slankpootvliegen (Dolichopodidae).

## Soorten
- T. abdominalis (Say, 1829)
- T. atomus Frey, 1915
- T. aurinotatus Van Duzee, 1915
- T. bellus Loew, 1869
- T. comosus Van Duzee, 1915
- T. cuneatus (Becker, 1917)
- T. deficiens Robinson, 1980
- T. dissectus Robinson, 1964
- T. divisus (Strobl, 1880)
- T. fennicus Becker, 1917
- T. fosteri Robinson, 1980
- T. fraterculus (Wheeler, 1890)
- T. grogani Robinson, 1980
- T. incanus Negrobov, 1967
- T. intercedens Negrobov, 1967
- T. laetus Verrall, 1912
- T. longicauda Van Duzee, 1921
- T. minutus Parent, 1929
- T. muhlenbergiae Johannsen and Crosby, 1913
- T. nigricauda Wood, 1913
- T. nigripes Van Duzee, 1921

- T. politus Negrobov, 1967
- T. pollinosus Verrall, 1912
- T. pruinosus Parent, 1932
- T. setosus Robinson, 1964
- T. smaragdinus Gerstacker, 1864
- T. squamiciliatus Harmston and Rapp, 1968
- T. tarsalis Parent, 1932
- T. tectus Van Duzee, 1915
- T. vietus Van Duzee, 1915
- T. virescens Negrobov, 1967
- T. viridis Parent, 1932
- T. willistoni (Wheeler, 1890)